# Alloglyptus crenshawi
Alloglyptus crenshawi är en plattmaskart. Alloglyptus crenshawi ingår i släktet Alloglyptus och familjen Macroderoididae. Inga underarter finns listade i Catalogue of Life.